# 中国大陆吸烟情况
中国大陆是世界上最大的烟草生产和消费市场，吸烟在中国大陆相当普遍，烟民总数达到了3至3.5亿，香烟产量占全世界的42%。按照销售额计算，国家烟草专卖局（中国烟草总公司）是世界上最大的烟草生产商，在2018年共銷售2.4兆支香煙，通过垄断中国大陆的烟草销售提供了政府收入的7%至10%。

## 概論
在中國講究關係的體系裡面，煙草產品是常见的禮品。儘管有煙草控制政策存在，但除了在國際化程度最高的城市（例如上海市和北京市）之外，很少看到有公共機構執行控烟政策。香港特別行政區的執法程度则相當嚴格。在中國最大的幾個城市以外，虽然在某些公共場所吸菸違反法規，但通常社会分為能接受在任何時間、任何地方吸菸。
因為中國政府不支持強力執法來做煙草控制，故禁煙活動是由學術、社會、和群眾組織等自願機構共同參與的中國控制吸菸協會來推動。
中國疾病預防控制中心副主任楊功煥教授說，由於政府從煙草銷售獲得大量的稅收收入，同時因為煙草行業僱用大量的勞動力，因此煙草控制的進展並不迅速。衛生部表示：「國家的中期目標是到2010年底，所有衛生行政部門和中國一半的醫療機構，應達到無菸場所的目標」。中國的男性醫生中有近60％吸菸，是世界上比率最高的國家。中國沒有法律來懲罰那些違反吸菸禁令的醫療衛生機構、醫事人員、還有衛生官員，而是依靠媒體充當監督者。
吸菸在中國是一種社會習俗，在各種社交活動中，都是尊重和友善的表示。

## 控煙立法

這種在中國大陸到處可見的禁煙標誌，但通常煙民會視若無睹。

2009年5月20日，衛生部發布一項正式決定，到2011年，在所有衛生機構辦公室和醫療機構禁煙。中國吸菸人口不斷增加，已經超過3.5億，這項5月20日所頒布的決定是中國執行控煙承諾的一個重要里程碑。但由於中國政府在煙草政策的複雜性（例如，許多地方政府依賴煙草稅收作為主要收入來源），人們對這種國家政策的實用性，存有許多顧慮。
除了5月20日公佈的措施外，中國許多省市級主管部門也在過去十年中，制定政策，試圖控制由於吸菸的流行，在人體健康上發生的衝擊。

### 世界衛生組織《煙草控制框架公約》對煙草控制的影響
2005年10月11日，中國成為批准《煙草控制框架公約》（FCTC）的第78個國家，這項公約的目的在減少由煙草所引起的疾病和死亡。根據《煙草控制框架公約》的條件，中國必須在五年之內做到禁止"在廣播、電視、印刷媒體、和互聯網上進行[煙草產品]的促銷和贊助"，並禁止煙草公司贊助國際項目或者活動。中國還決心禁止設立香煙自動販賣機，並禁止在工作場所、和公共場所的室內、以及公共交通工具上吸菸。
中國自身就存有廣泛而複雜的吸菸問題，但中國的參與批准《煙草控制框架公約》仍是對國際公共衛生政策中的控煙這個項目的重大承諾。世界衛生組織（WHO）西太平洋區域主任尾身茂博士說："實施國際公約並非易事，尤其吸菸是中國根深蒂固的習慣……但政府已明確表明決心去採取行動。"從簽訂《煙草控制框架公約》來看，中國政府對國際形象的關注，還有中國公民和國內衛生當局的大力支持，中國已逐步參與更多的煙害預防，和與煙草相關的健康促進計劃。

### 衛生部報告
在頒布全國禁煙令之前，衛生部已經積極參與譴責吸菸產生的負面影響，並且努力降低吸菸的流行。衛生部於2007年5月29日發布一份報告（2007年中國控制吸菸報告），文中詳細列出驚人的曝露在二手煙環境的情況（有5.4億中國公民受到影響），並提出減少二手煙危害的立法建議。以及根據民意測驗數據，實施公共場所禁止吸菸的可行性。值得注意的是這份報告採用關於二手煙的國際科學共識，並援引其他國家公共衛生部門的大量資料，結論是 "接觸任何程度的二手煙都不安全"，接觸二手煙而造成的危害無法透過通風設備有效減少，而最有效的公共衛生保護措施，就是透過立法在公共場所禁煙。報告明確提出"建立無菸環境來享有健康生活"的目標，這份報告得到美國華盛頓健康倡導組織“無菸兒童運動”的大力支持和讚揚。此外，報告建議，由於民眾廣泛支持此類措施，可在七個主要城市地區實施全面的公共區域禁煙令。根據“無菸兒童運動”的分析，衛生部報告中的民意調查數據顯示為：
"絕大多數民眾支持實施完全無菸的公共場所……支持全面禁煙的，超過支持部分禁煙的……對吸菸者的民意測驗發現，有93.5％的人支持學校全面禁煙，75.5％的人支持醫院全面禁煙，94.3％的人支持公共交通工具上全面禁煙；對非吸煙者的測驗資料，95.1％的人支持學校全面禁煙，78.1％的人支持醫院全面禁煙，93.8％的人支持公共交通工具上全面禁煙。約70.6％的不吸煙者支持在酒吧和餐館中實施某種類型的禁煙。"

### 全國禁煙
中國在實施控煙政策方面仍落後於許多國家，但衛生部在5月20日的倡議幫助建立更統一的控煙措施，並為各級公共衛生行政系統編纂辦法。從2009年開始，由彭博社發起，楊廷忠教授領導的項目，設計成第一個在中國大學校園內禁止吸菸的計劃。衛生部的《決定》正式要求地方政府"建立各機構中實施《煙草控制框架公約》的領導小組"，以協助制定區域執法戰略，明確的目標是：
"到2010年，所有軍事和非軍事的衛生管理部門，以及至少50％的醫療衛生機構應該成為無菸單位，讓所有衛生管理部門以及醫療衛生機構在2011年之前達成全面禁煙的目標。"
這項《決定》還鼓勵衛生行政管理部門利用大眾媒體，並利用諸如世界無菸日之類的大規模宣傳活動，以"積極在軍事和民政衛生行政管理部門，及醫療衛生單位宣傳實施全面禁煙的重要性。" 

#### 大眾輿論
如2007年衛生部報告中民意調查所顯示，城市居民普遍支持禁煙的措施。各種健康專家、積極分子、和公共倡議團體對中國政府加速在煙草政策的努力，視為"對中國吸煙控制工作，無疑是個好消息。"在代議制政治領域也得到顯著的支持。據稱，全國政協的政治顧問甚至呼籲召開無菸立法會議。
但是，對吸煙政策的普遍冷漠和緘默接受，可能在中國人口中是占大多數。中國社會反對吸菸的比率相對較低-根據國際煙草控制政策評估項目（International Tobacco Control Policy Evaluation Project （ITC））的資料，"只有59％的吸煙者認為中國社會不贊成吸煙，這是接受ITC調查的14個國家中，第四低的比率。" 

#### 異議和未解決的問題
鑑於中國政治議程的複雜性和多面性，與政府公共衛生相關的利益常會與經濟利益衝突。由於煙草產品同時是市政府和國家機構的健康風險重要生成原因，也是財務收入的重要來源，在不同情況下，中國的煙草控制政策可能會透露出總體的矛盾心理或前後不一致。例如，地方通常會對小型企業公共區域的室內吸煙禁令給予豁免，特別是對餐館和娛樂業。實際上，對良好制定的公共衛生法規的不確定執行方式，可能會限制按照法律作全國禁煙所能產生的影響。實際上，通常只有一些政府機關、學校、博物館、一些醫院、和運動場館能有效地充當無菸區。此外，中國吸菸的文化基礎對控煙政策實際上的接受和整合，是個重大障礙。衛生部煙草控制宣傳和教育專家李新華說：“大約60％的醫事人員和教授是吸煙者（因此違反全面禁止在公共場所吸煙的規定）...他們有些還公開大方的在醫院和學校內吸菸。” 這就是問題，因為無論這些專業人員是出於習慣、社會習俗、還是出於"明顯地無視"吸菸對健康的風險，但人們仍然預期他們該"好好表現，為他人作煙草控制的好榜樣。"
同樣，在農村地區仍然少有國家煙草控制政策的執行，國有的中國煙草總公司在煙草生產和銷售中舉足輕重。衛生部對WHO《煙草控制框架公約》關於減少獲取和供應煙草法規方面建議的回應，是針對農民放棄煙草種植，並試圖“說服他們相信有其他更健康、可持續的、更有利可圖的的行業來取代煙草業。” 
另一個潛在的障礙是中國煙草業並未完全遵守國家規定，在香煙包裝上正確顯示警告標籤的政策，這種警告標籤必須容易看見，並且至少覆蓋香煙可見區域的30％。總部位於北京的新探健康發展研究中心（Thinktank Research Center for Health Development）副主任吳義群批評中國煙草業監督管理在這方面"[未能]監督中國煙草產品生產商"。
此外，ITC在針對中國的2009年報告中，提出以下存在的吸菸問題：
- 除了"中國男性受到巨大社會壓力而吸菸之外"，人們還預期女性吸菸會"由於煙草業越來越多針對女性的推廣，而變得更被社會所接受"。[18]

中國現行的煙草控制立法並未明確觸及吸煙者在性別或社會的上的根本原因。
- 戒菸 "在中國相對少見，大多數吸煙者是由於罹患慢性病才會戒菸"。的確，"在中國，吸煙對健康有害的意識很低。只有 68％的吸煙者認為吸煙會導致自己罹患肺癌（而在西方國家，這一比例是超過90％），而54％的吸煙者認為吸煙會導致接觸二手煙的非吸菸者罹患肺癌。只有37％的吸煙者意識到吸煙會導致冠狀動脈疾病，只有17％的吸煙者意識到吸煙會導致中風。"[18]

為了在煙草控制方面擁有活潑的，可持續的努力，中國應該透過公共健康教育來達成，尤其是對防止吸菸和促進健康這兩項目的。
- "稅賦是減少使用煙草產品非常有效的方法。但是，在ITC所做的中國調查中，很少有吸煙者（只有5％）把價格作為戒菸的原因-這表明目前香煙的價格過低。"

中國現行的煙草控制政策中的稅收法規不足，前後矛盾，這與國內業者的所有權、和控制煙草生產和分配的複雜結構有關。

### 電子媒體的限制
國家廣播電視總局在2011年2月12日宣布，禁止在電影和電視節目中播放不妥的吸菸場景。公告說，吸菸場景與中國的控煙立場不符，會誤導公眾，尤其是未成年人。因此，它禁止-顯露香煙品牌、人們在無菸場所吸煙、未成年人購買和吸菸、以及與未成年人相關的其他吸菸場景。這項禁令在公佈後立即生效。

### 區域和城區的做法

#### 上海
上海因為籌辦2010年世界博覽會，而加強反菸立法。上海市人民代表大會於2010年3月發布第一部控煙條例：上海市公共場所控制吸菸條例，禁止在12種公共場所室內吸菸，包括學校、醫院、運動場、公共交通工具、和網吧。任何被發現的人會首先受到警告，如果不聽，會受到50至200元人民幣的罰款。上海市衛生促進委員會專職副主任李忠陽說，制定禁煙令是為了保護市民的健康，也為上海是國際都會的形象做宣傳。
復旦大學傳媒與輿情調查中心的一份報告顯示，他們採訪的509人中有93.5％支持在上海世博會所有展館內禁煙，並且認為世博會附近的飯店或購物中心也該禁止吸菸。
復旦大學公共衛生專家所做的另一項針對800名酒店房客，和約4,000名飯店、商店和娛樂場所的顧客、以及員工的調查，發現約73％的酒店房客表示上海應在公共場所禁煙，84％的餐廳顧客報告說會被二手煙熏到，其中有74％的人對香煙氣味和未有禁煙管制感到不快。雖然許多訪調員發現二手煙本身具有毒性，會損害市民的健康，但民眾支持禁煙令的主因是與市民對上海形象的關注有關。據一位被復旦大學公共衛生專家採訪的公民說："在一些國家，公共場所已經禁止吸菸。至少在世博會期間我們應該這樣做，因為這是一個國際性的活動。當然，我們也要表現給來參觀的人看。"對於籌辦世博會人來說，如果他們不在這個也標榜是"健康世博"的場合應對中國的吸菸問題，那就存在者偽善的問題了。
雖然人們支持上海禁煙令，但許多人也對法律能確實執行持懷疑的態度。上海居民指出，在此法令頒布之前就有許多購物中心、所有地鐵車廂、地鐵站已經禁煙，但少人遵守，人們經常就在禁止吸菸標誌前吸菸。上海居民對這項禁煙令的擔憂是，不清楚誰來罰款，和誰來舉報。公共衛生專家一致認為，要對上海的大量吸菸者實施嚴格的禁令，會有困難。
除了通過禁煙令之外，上海的立法者還設計一個"無菸上海"網站來提高人們的反吸菸意識。另外有個最具體措施是，世博籌辦者在前一年拒絕上海烟草集團的2億元人民幣（合2,930萬美元）的捐贈，以維持"健康世博"的立場。
根據一項在2018年6月發表的報告，從2010年到2015年，上海市的吸煙率從24.8％下降到19.1％（男性為38.3％，降至32.0％，女性為1.9％，降至1.4％）。同時戒菸率從18.1％增加到23.3％。45至59歲的受訪者的吸煙率仍高於其他年齡組。30-44歲和75歲以上的受訪者中吸煙率和戒菸率的變化更為明顯。性別、年齡、學歷、婚姻狀況、和飲酒是當前吸菸的影響因素，而性別、年齡、和飲酒是戒菸的影響因素。

#### 北京
鑑於國家控煙計劃已通過，和 2008年夏季奧林匹克運動會的國際宣傳，北京市政府於2008年5月1日擴大禁止在公共場所吸菸，把運動場館以及政府機關、運輸站、學校、和醫院的所有室內區域包括在內。這項禁令產生強烈影響，民意調查結果表明，大多數中國居民（在超過10,000名受訪者中達到 69％）"不僅意識到北京禁煙，而且有[95％的受訪者]還希望當局能在全國推廣這一措施。"
根據英文的《中國日報》報導：
"調查還顯示，有81.6％的受訪者表示很想戒菸，或者聽說有家人和朋友正考慮戒菸。中國疾病預防控制中心控煙辦公室副主任江源說 '我很高興有公眾的鼓勵，這有助促使立法來達到控煙的目的'"。
北京市政府還採取勸導政策，加上對違反禁令的人處以最高5,000元人民幣（730美元）的罰款，進一步鼓勵市民減少在公共場所吸菸。
北京禁煙令對健康的直接正面影響已在消防領域體現。根據《人民日報》，
“禁煙令已讓全市因煙蒂引起的火災減少一半以上……在本月的第一個星期，北京消防隊撲滅八次與香煙有關的火災，平均每天1.14次。 ……（延長禁煙令後）每天新的相關火災次數不到今年前四個月的一半，當時北京市消防員必須撲滅325次因煙蒂所引起的火災，等於每天2.7次。”

#### 廣東省
2007年，廣州市和江門市兩個城市成為廣東省首批在部分公共場所試行全面禁煙的城市。這樣的公共場所包括餐廳、娛樂場所、學校、超市、和政府辦公室。但是，廣州市人民代表大會準備在2010年3月之前取消包括辦公室，會議室和禮堂在內的禁煙規定。

#### 湖北省
2009年，湖北省公安縣當局想增加本地生產的香煙消費量，要求地方官員每年最多消費23,000包湖北當地品牌的香煙。這項措施的目的是提供當地企業急需的收入；縣政府分發配額給其直屬單位，如果消費未達配額，或者是他們購買其他品牌的煙草產品，都會被處以罰款。這個措施被國際媒體報導，以及民眾強烈的抗議之後，被迫撤銷。

#### 其他城市
杭州市人民代表大會在2010年初立法禁止在公共場所和工作場所吸煙。在某些禁煙地方，違反者將被處以最高3,000元人民幣的罰款。浙江大學教授楊廷忠主持的彭博全球控煙項目（Bloomberg Global Initiative）-“全國醫學院校控煙倡導促動能力建設”），推動在全國大學校園內禁煙。
根據英國的醫學新聞網站《今日醫學新聞》報導，中國有七個省會城市正採取措施，禁止在工作場所和公共場所吸菸。這七個城市是天津市、重慶市、瀋陽市、哈爾濱市、南昌市、蘭州市、和深圳市。這些城市本來已有某種禁煙令，但政府官員知道少有人遵守，因此計劃頒布更嚴格的禁煙令。
新的禁令由中國疾病預防控制中心和國際抗結核和肺病聯盟（UNION）聯合主持，作為先導項目運行。中國疾病預防控制中心主任王瑜對當前立法執行不力的批評回應，解釋說："這個項目會制定嚴格的立法，以保證有完全的無菸公共場所和工作場所，並找出可行又有力的機制來執行禁煙令。" 

## 中國的醫師與吸菸
在中國，吸菸被認為是一種日益流行的現象，而且中國醫生行業中，吸菸者也佔很高比率。醫生這樣做會產生爭議，因為有人相信醫事人員應為患者做健康行為的榜樣，但另有人則認為醫生有吸菸的權利，屬於個人的事。

### 流行程度
在2004年對3,500名中國醫生所做的研究發現，有23％的人經常吸菸。但是性別之間存在顯著的差異，其中有41％的男性醫師吸菸，但只有1％的女性醫師吸菸。而有超過三分之一的吸煙醫生在患者面前吸菸，而幾乎所有的吸菸者會在值班期間做這件事。
而男性外科醫生比其他任何專科醫生吸更多的菸。在2004年對800位中國男性外科醫生所做的研究發現，有45.2％為吸菸者，而會在患者面前吸菸的比率為42.5％。
前面所說獨立研究報導的吸菸率，低於中國國營報紙報導的比率。在2009年發表的一篇文章，從一位消息人士採訪到的結果是，有 60％的中國男性醫生是吸煙者，這種比率比世界上任何其他國家的醫生都要高。

### 與其他人群的比較
中國男性醫生的吸煙率與中國的總人口中的比率相當，但是男女醫生加總後的總體比率較低。中國醫生的吸煙率比美國的（3.3％）或英國的（6.8％）的都高得多。他們的比率稍微高於日本的醫生（20.2％），日本醫生吸菸的性別差異較小，其中男性吸菸率為 27％，女性吸菸率則為7％。

### 原因和影響
醫生中大量使用煙草產品可能歸因於幾個因素。在中華文化裡面，吸菸與雄性的身份相關聯，是屬於一種男性的社交活動，目的在促進人們之間的接納感和兄弟情誼，這解釋了中國的男性醫生比女性醫生吸菸多的原因。此外，特別是醫生，可能會利用煙草產品作為一種因應的機制，來處理平日長時間的工作，以及和患者之間困難的互動所發生的壓力。
在昆明（雲南省）工作的一位外科醫生描述吸菸這種現像是中國醫學文化不可或缺的一部分，並且可用來改善工作績效：
吸菸是這裡當醫生很重要的事。我們醫院的院長吸菸、黨書記吸菸、我部門的主席吸菸。每當我走進值班室時，我大多數的同事也在吸菸。老實說，對這份壓力大的工作，吸菸非常有幫助，有時可舒緩、有時可以提升精力、有時可以幫我在晚上十點半時，讓我集中精力為複雜的手術做準備，或是處理大量的文書工作。 

### 對患者護理的影響
醫生的個人吸菸習慣會影響到他或她對有害的煙草產品的態度。吸菸的醫生與不吸煙的相比，他們比較不會相信吸菸對健康有害。較少的吸菸者會認為，醫生應該為患者樹立榜樣，並且不得在醫院內吸菸。幾乎所有的中國醫生（95％）都認為主動吸菸會導致肺癌，而絕大多數人也認為吸二手菸會導致肺癌（89％），但是目前吸菸的醫生比不吸煙的，是少了這種健康概念。

### 支持醫生吸菸的論點
支持的論點是，中國醫生是有見識，可為本身行為負責的成年人，他們可自行選擇吸菸與否。與普通大眾相比，他們在科學和醫學方面的知識背景，會更了解吸菸對身體的影響，因此，他們之所以選擇吸菸，是經過教育知識衡量後的決定。
此外，吸菸可被視為與工作場所無關的個人事務。有些人建議，只要吸菸不影響醫生診斷和治療患者的能力，就應該允許醫事人員吸菸。實際上，由於煙草商品在當地文化中，是有促進團結與友誼的功能，吸菸的醫生可與患者建立更緊密的關係。

### 反對醫生吸煙的論點
其他人的論點則是，由於醫生有影響普通民眾福祉的能力，因此有高吸菸率的醫生對中國公民健康提供不良示範。許多人認為，醫生應作為戒菸的表率，提供戒菸的信息，並為那些嘗試戒菸，過更健康生活的人們，給予支持和鼓勵。
吸煙的醫生可能還會有偏見，讓他們無法提供煙草對患者健康有害的信息給患者。另外，吸菸的醫生提供的戒菸建議，對試圖戒菸的患者而言，似乎是種言不由衷的說法。
反對醫師吸菸，在經濟上的動機可能是因為吸菸會引起社會損失。如果醫生因高吸菸率而過早死亡，那麼花費在醫學院和醫院訓練他們的資源就沒法充分的得到回報。

## 性別區分
截至2014年，在中國，有三分之二的男性吸菸。婦女吸菸的人口少得多。在2010年，中國因吸菸而導致死亡的人數有100萬人（男性84萬，女性13萬）。
中國在2015年的吸菸流行率是27.7%（男性52.1%，女性2.7%）。中國已經採取重大行動來控制煙草使用，包括在19個城市制定綜合禁煙法，並且擴大戒菸服務。2015年，中國有766,000新的肺癌病例（佔所有癌症新病例的17%），610,000肺癌死亡病例（佔所有癌症死亡病例的21.7%）。肺癌是中國最常被診斷出來的癌症，是中國癌症死亡的領先病症。
中國仍是世界上男性煙民總數排名前三的國家（另外兩個是印度和印尼），這三國的男性煙民在2015年佔全球的51.4％。中國也仍然是女性煙民總數最大的三個國家之一（另外兩國是印度和美國），但是這三國的女性煙民僅佔全球的27.3％，這表明煙草流行在地理上，女性並不像男性般的集中。

## 香港吸菸問題
香港特別行政區政府於1982年立法，後來又修訂《吸煙（公眾衛生）條例》（第371章），從2007年1月1日起，禁止人們在某些公共場所吸菸。最新的修訂條例擴大禁煙的範圍，包括在室內工作場地，大多數公共場所-包括餐廳、網吧、公共廁所、海灘、和大多數的公園。酒吧、卡拉OK廳、桑拿浴室、和夜總會從2009年7月1日開始禁煙。1982年至1997年期間，分階段禁止在電梯內、公共交通工具、電影院、音樂廳、機場航站樓、和自動扶梯上吸菸。自1998年7月起，禁止在百貨公司、超級市場、銀行、和電子遊樂場內吸煙。
香港的整體每日吸煙率為11.8％（根據香港政府主題性住戶統計調查 第三十六號號報告書），其中有25％的男性吸菸，而根據一項調查，中國在1996年有63％的男性吸菸。
香港特區政府在2009年預算公佈時提到，完全禁止煙草進口和禁煙，從技術上講是可行。雖然近年來因為煙草稅增加而導致吸煙率下降，反煙團體在2020年仍繼續呼籲透過增加煙草稅，來進一步降低吸菸流行率，但香港政府目前並沒有增稅的計劃。

## 延伸閱讀
- Martin, Andrew, "The Chinese Government Is Getting Rich Selling Cigarettes" （页面存档备份，存于）, Bloomberg Businessweek, December 11, 2014.
- Benedict, Carol. . University of California Press. 10 April 2011. ISBN 978-0-520-94856-3.

## 外部連結
- Chinese Association on Smoking Control（页面存档备份，存于）
- 国家烟草专卖局（页面存档备份，存于）
- Cigarette Retail Trade in China Undergoes Drastic Changes（页面存档备份，存于）
- STMA and the Chinese cigarette industry
- U.S. Report on Tobacco Production China
- Smoke-Free Hong Kong（页面存档备份，存于）
- The most effective Alternative To Smoking（页面存档备份，存于）
- . International Herald Tribune. December 31, 2006  [2020-05-20]. （原始内容存档于2019-11-04）.
- . Jan 2, 2007  [2020-05-20]. （原始内容存档于2020-05-02）.
- China Today: Health and Medicine Information（页面存档备份，存于）
- China's Cigarette Threat（页面存档备份，存于）